# Gungner
För studentkören, se Gungner (kör)

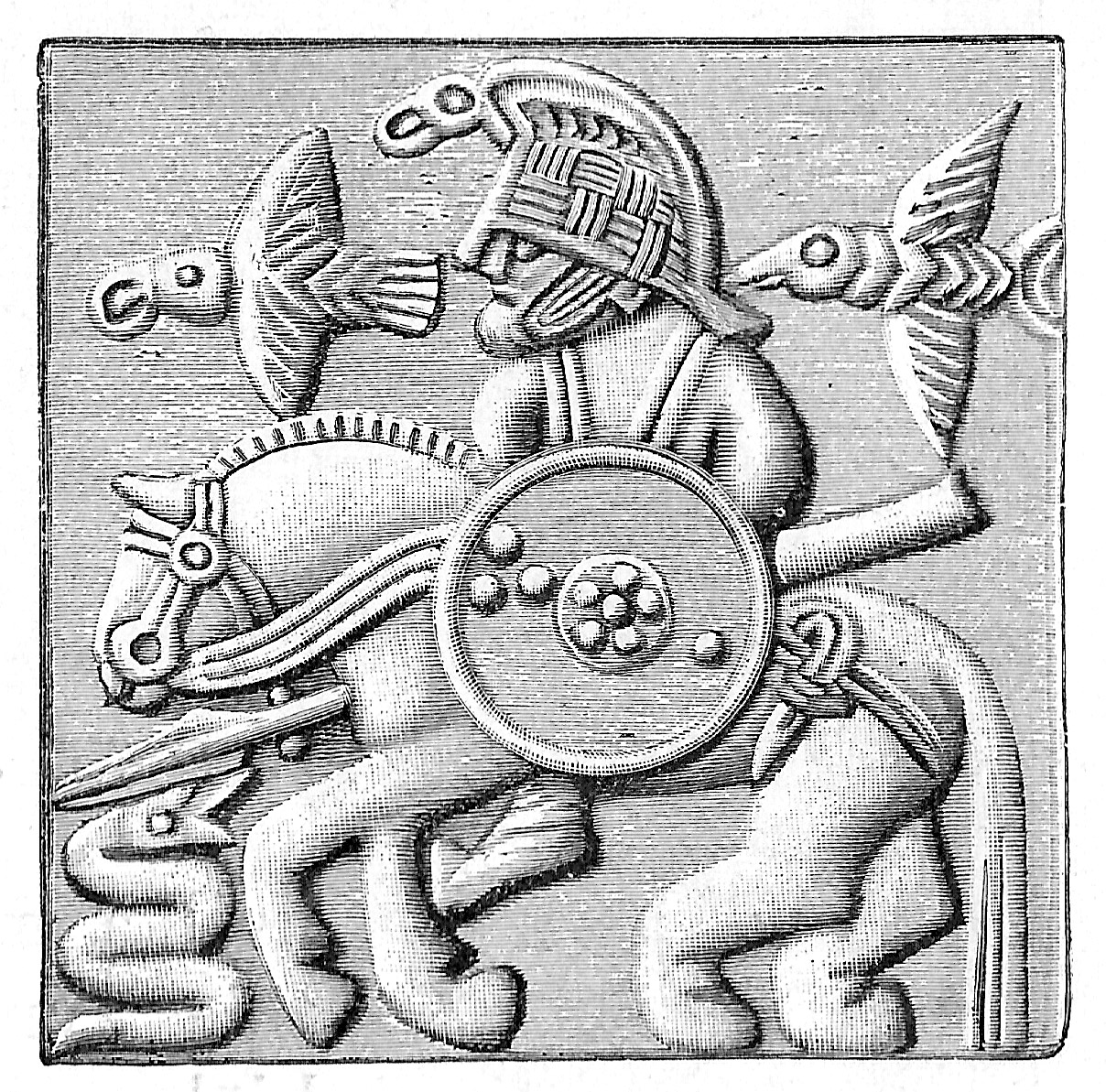
Del av hjälm, tunn, pressad bronsplåt från vendeltiden. Funnen i Vendel. Figuren har tolkats som Oden på Sleipner beväpnad med spjutet Gungner samt korparna Hugin och Munin.

Gungner (fornnordiska: Gungnir, gungaren) är i den nordiska mytologin Odens spjut, som har smitts av dvärgar. Oden vigde sina fiender till döden genom att kasta spjutet över dem. När Oden vid Ragnarök rider för att förgöra Fenrisulven med Gungner, blir han slukad utan att ha lyckats skada besten. 
Enligt Snorres Edda tillverkades Gungner, liksom för övrigt skeppet Skidbladner och gudinnan Sivs guldhår, av Ivaldes söner i Svartalvaheim på begäran av Loke. I Sigrdrivomal omtalas av sierskan att Oden ristat runor på Gungners udd.  